# Málquio de Antioquia
Málquio ou Malquion, um Padre da Igreja e um presbítero de Antioquia durante os reinados dos imperadores Cláudio II e Aureliano, era um bem-conhecido retórico, notável por sua participação fundamental na deposição em 272 dC do bispo herético de Antioquia, Paulo de Samósata.

## Vida e obras
Ele conhecia bem e frequentemente citava autores pagãos e foi presidente da faculdade de retórica enquanto presbítero de Antioquia. Ele forçou Paulo a revelar suas crenças e escreveu uma carta chamando de herético e criminoso para os bispos de Roma e Alexandria.
São Jerônimo, um Doutor da Igreja, dedicou o capítulo 71 de sua obra biográfica De Viris Illustribus (Sobre Homens Ilustres) à Málquio.